# 日本橋 (花街)
日本橋（にほんばし）は、かつて東京都中央区八重州一丁目から日本橋三丁目にかけて存在した花街。

## 沿革
1777年（安永6年）に成立した田にし金魚著『妓者呼子鳥』に、常磐津名取の「文字たみ」がいたと記されているのが、日本橋界隈における芸妓の最初の登場である。
天保の改革で深川等の岡場所から芸妓が逃れ、その一派が日本橋周辺に移り住み、花街を形成する契機となった。芸妓衆は現在の三越から日本銀行本店の間に集住、日本橋南側にも住み、町名にちなみ「数寄屋町芸者」と呼ばれた。
1892年、日本橋北側と南側の花街が合併、当時日本橋に存在した魚河岸や商家を相手に発展した。明治中期、芸妓約80名いたが日清、日露戦争時には230名に増加、柳橋、芳町に次ぐ一流花街として名を馳せた。
1923年に発生した関東大震災で日本橋一帯は花街も含めて被災した。震災復興後、魚河岸は築地市場に移転したため、日本橋花街の主な顧客は同地に残った商家、企業となった。1929年、芸妓287名、置屋127軒、料理屋9軒、待合51軒であった。
しかし、1937年に日中戦争が、1941年に太平洋戦争が勃発して戦時色が濃くなると、1944年、日本橋花街は営業停止され、翌1945年の東京大空襲によって壊滅した。終戦後の1950年には復興したがその後衰退し、1960年に見番が閉鎖したことで日本橋花街は終焉した。料亭は花街がなくなった後も営業し続けたが年々減少していき、2019年現在、日本橋界隈で営業しているのは料亭「や満と」、割烹「嶋村」（1850年、創業）となった。